# Carl Gripenhielm

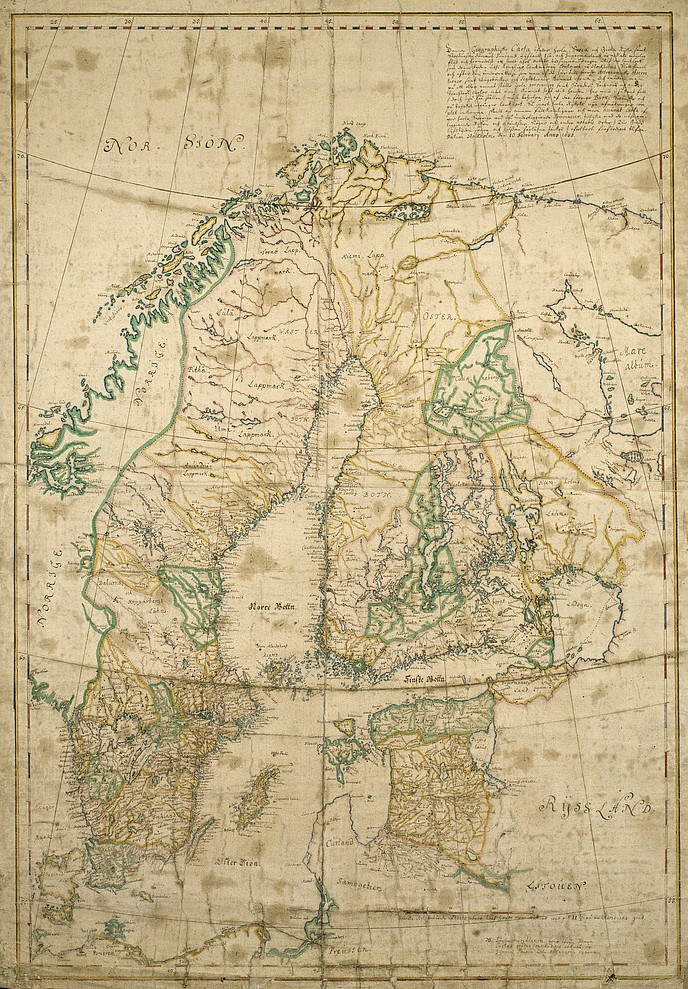
Gripenhielms generalkarta 1688.

Carl Gripenhielm, född omkring 1655 i Uppsala, död 12 september 1694 i Stockholm, var en svensk friherre och kartograf. Han var även verksam som författare och målare.

## Biografi

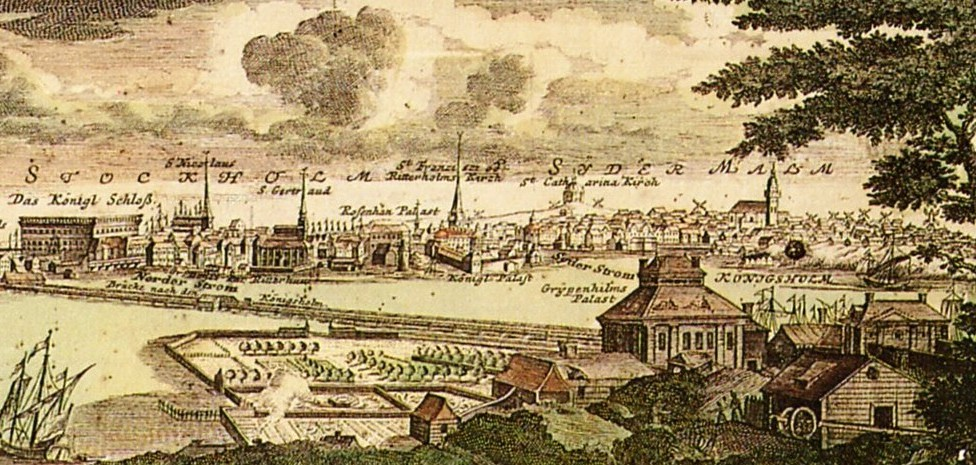
Gripenhielmska malmgården omkring 1700 med Stockholms siluett i bakgrunden. Kolorerat kopparstick från sekelskiftet 1700 upprättat av Anders Wijkman.

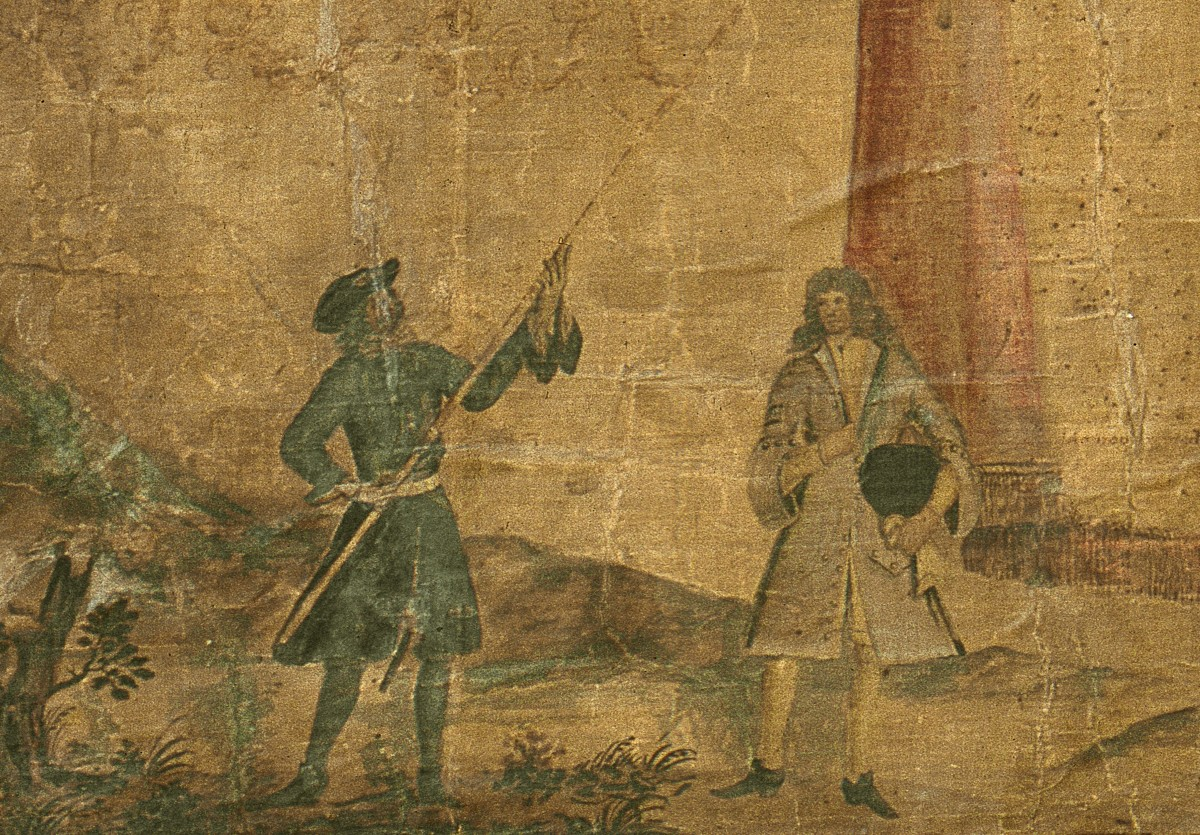
Gripenhielms Mälarkarta som visar en lantmätare till vänster och Carl Gripenhielm själv till höger.

Carl Gripenhielm var son till riksrådet Emund Gripenhielm och Barbro Lenaea Clo, dotter till ärkebiskop Johannes Canuti Lenaeus. Fadern Edmund Gripenhielm var professor i historia vid Uppsala universitet. Fadern hade en stor samling romerska mynt och ett stort bibliotek, med bland annat böcker från danska adelsbibliotek och polska kungliga bibliotek. Böckerna som hade förts till Sverige som krigsbyte hade han erhållit när han varit inspektor för Kungliga biblioteket. Han sägs ha varit mannen bakom pliktexemplaren till Kungliga biblioteket, det är i alla fall säkert att det var han som verkställde lagen om denna. Fadern Emund Figrelius till var en tid lärare åt kronprins Karl. 1660 adlades den nytillsatte guvernören Edmund Figrelius under namnet Gripenhielm. En av Stockholms malmgårdar från 1670-talet som delvis är bevarad är den Gripenhielmska malmgården. Emund Gripenhielms stora trädgård med tillhörande malmgård låg längst ut på Kungsholmens östra udde. Bland ägarna efter Gripenhielm fanns bland annat Urban Hjärne, Nils Karlsson Gyllenstierna och Arvid Horn. Efter Horn kallades malmgården även Hornska huset.
Carl Gripenhielm var yngre helbror till lagmannen, landshövdingen och lantmarskalken Nils Gripenhielm. Han var även politiker och ämbetsman samt talman för adeln i Sveriges riksdag. Under faderns tid som lärare till kronprins Karl, upptogs några jämnåriga gossar som studiekamrater, däribland Nils Gripenhielm och dessa kallades studerpager. Men det är osäkert om Carl Gripenhielm i likhet med sina bröder tillhörde de adelsgossar som av fadern undervisades tillsammans med Karl XI. Brodern Nils Gripenhielm blev 1676 direktör för Kungliga biblioteket. Dennes son var officeren och landshövdingen Axel Johan Gripenhielm.
Carl Gripenhielm skrevs in vid Uppsala universitet 1675 och dit kom han först som tjugoåring och han ägnade sig åt matematiska studier. I faderns bibliotek hade han tillgång till tidens främsta geografiska och kartografiska arbeten.
1683 utsågs Carl Gripenhielm till att ha tillsynen över lantmäteriet och han blev samma år direktör för Lantmäteriet. För både reduktionens och indelningsverkets genomförande önskade Karl XI nya kartor över landet. Tidigare hade den geografiska kartläggningen åvilat länens lantmätare under uppsikt av en inspektor, lantmätaren i Uppland. Gripenhielm sökte fullfölja sin uppgift att så småningom bygga upp det nya ämbetsverk som skulle bli början till lantmäteristyrelsen. Detta skedde under visst motstånd från Karl XI och från landshövdingarna samt från Erik Dahlbergh, som var fortifikationens chef. Den första uppläggningen av kartarbetena som Gripenhielm gjorde anslöt sig till äldre förebilder. De administrativa och kamerala inriktningarna accentuerades i dessa äldre före förebilder. Det är påfallande att hans strävan var att  höja lantmätarnas teoretiska bildningsnivå.  Han uppmanade akademierna att sörja för en ökad rekrytering till yrket och införde examination inför direktören. Han såg även till att lantmätarna skaffade enhetlig instrumentutrustning och använde samma måttenheter. Han skrev vidare nya instruktioner för de geometriska och geografiska kartarbetena. Av de utförda arbetena sökte han införa årlig rapportering och leverans.
En serie landskapskartor, sju av dem signerade av honom själv härstammar från Gripenhielms tid. Dock kunde den enhetliga nykarteringen av landet inte genomföras. 1687—1688 sammanfattade Gripenhielm en rikskarta, Gripenhielms generalkarta (1688), som betecknar ett avsevärt framsteg från Johannes Bureus' karta från 1626. Av militära skäl tilläts Gripenhielm emellertid inte att publicera vare sig rikskartor eller provinskartor.
Gripenhielm kartlade Mälaren 1688 och Stockholms skärgård 1691. Mycket av Gripenhielms arbete kom att ske i form av kommissioner och särskilda uppdrag.
Hans resultat över karteringen av Mälaren blev en praktfull karta, vars 96 infällda bilder av städer, slott och herresäten runt sjön genom sin realism blivit ett viktigt komplement till Suecia Antiquaverkets stick. Det är hans kända kartverk, Gripenhielms Mälarkarta som uppmättes 1688 och färdigställdes 1689. Det som gör mälarkartan så speciell är att den inramas av 96 realistiska illustrationer över städer, slott, herrgårdar och farleder runt Mälaren. Kartan är handritad på regalpapper, uppfodrad på lärft och mäter 3,46 x 2,14 meter. Den förvaras sedan 1884 i Kungliga Biblioteket.
1691 fortsatte han med kartläggningen av Stockholms skärgård från Arholma till Landsort. Gripenhielms kartläggningen av Stockholms skärgård har en stor betydelse för hur denna skärgård uppfattades under senkarolinsk tid. Dessa hans arbeten kom först en mansålder senare sjöfarten till godo genom tryckning av sjökort.
Under Gripenhielm utformades Lantmäteriet till ett organiserat ämbetsverk, bland annat genom en instruktion han skrev 1688. Han gjorde betydande insatser vid Lantmäteriet. Nästan alla svenska landskap fick separata kartor, han förfinade Anders Bureus karta över landet och utförde 1688 rikets första generalkarta; Gripenhielms generalkarta i skala 1:3 miljoner.
Carl Gripenhielm uppträdde som hovpoet bland annat 1684 med en prolog till Jean Racines skådespel Ifigenia i Aulis, som uppfördes av societetens damer på Ulrika Eleonoras initiativ. Ulrika Eleonora den äldre, som i maj 1680 gifte sig med Karl XI, var drottning av Sverige 1680-1693. I sin utgåva 1866 ansåg Per Hanselli att Carl Gripenhielms dikter "förråda en varm känsla och en äkta poetisk sinnesstämning" och räknade honom till sin tids främste, förbigås hans alster i nyare litteraturhistoriska framställningar. Gripenhielm skrev vers i tidens pastorala stil men lät inte trycka dem. Carl Gripenhielm skrev också kärleksdikter och epigram, som finns i Palmskiöldska samlingen.